# Dennis Tinnon
Dennis Tinnon (* 9. Dezember 1988 in Milwaukee, Wisconsin) ist ein US-amerikanischer Basketballspieler, der zuletzt in der Saison 2015/2016 für die Kirchheim Knights in der deutschen ProA spielte.

## Karriere
Tinnon absolvierte nach seiner Ausbildung an der Marshall University ein Tryout bei den Brooklyn Nets. Ein Vertrag mit dem NBA-Team kam allerdings nicht zustande.
Die erste Profistation von Tinnon war bei Science City Jena in der ProA. Dort spielte er in der Saison 2013/2014. In dieser Saison war er mit durchschnittlich 10,7 Rebounds pro Spiel der beste Rebounder der ProA. Außerdem erzielte er die meisten double-double in dieser Saison.
Zur Saison 2014/2015 wechselte Dennis Tinnon zum Beko BBL Absteiger s.Oliver Baskets Würzburg. Im Winter 2014/2015 verließ er diese jedoch wieder und schloss sich dem SC Rasta Vechta an. 
Da Dennis Tinnon und der SC Rasta Vechta sich nicht auf einen weiteren Vertrag einigen konnten, wechselt er zur Saison 2015/2016 zum ProA-Club Kirchheim Knights. Nach der Saison wurde sein Vertrag nicht verlängert.

## Privates
Dennis Tinnon hat einen Sohn und eine Tochter.